# Карл фон Вид
Карл фон Вид (на немски: Karl von Wied; Carl von Wied; * 21 октомври 1684; † 21 юни 1764) е граф на Вид.

## Произход
Той е по-малкият син на граф Георг Херман Райнхард фон Вид (1640 – 1690) и втората му съпруга графиня Йохана Елизабет фон Лайнинген-Вестербург (1659 – 1708), дъщеря на граф Георг Вилхелм фон Лайнинген-Вестербург (1619 – 1695) и графиня София Елизабет фон Липе-Детмолд (1626 – 1688), дъщеря на граф Симон VII фон Липе-Детмолд (1587 – 1627). Внук е на граф Фридрих III фон Вид (1618 – 1698) и първата му съпруга графиня Юлиана фон Лайнинген-Вестербург (1616 – 1657). По-големите му братя са Йохан Фридрих Вилхелм фон Вид-Рункел (1680 – 1699) и Максимилиан Хайнрих фон Вид-Рункел (1681 – 1706), който е убит в дуел, и е женен на 29 август 1704 г. в Детмолд за графиня София Флорентина фон Липе-Детмолд (1683 – 1758).
Карл умира на 21 юни 1764 г. на 79 години и е погребан в болничната църква, Вецлар.

## Фамилия
Карл фон Вид се жени на 8 февруари 1707 г. в Шаумбург за графиня Шарлота Албертина фон Липе-Детмолд (* 14 октомври 1674; † 13 юли 1740, Вецлар), дъщеря на граф Симон Хайнрих фон Липе-Детмолд (1649 – 1697) и Амалия фон Дона (1645 – 1700). Тя е по-голяма сестра на София Флорентина, съпругата на брат му Максимилиан Хайнрих. Те имат 7 деца:
- Фридерика Амалия София (1708 – 1777), монахиня в Херфорд
- Йохан Вилхелм Карл (1709 – 1710)
- Вилхелм Франц Фридрих Карл (1710 – 1711)
- Франц Карл Христоф (1711 – 1757), граф на Вид, майор генерал, женен на 20 октомври 1738 г. във Вайдум за Юдит Мария ван Айлва (1698 – 1756)
- Хайнрих Георг Фридрих (1712 – 1779 в Милано), граф на Вид, губернатор на Милано
- Йохан Ернст (1713 – 1715)
- Карл Хайнрих (1716 – 1783)